# Alpinia ludwigiana
Alpinia ludwigiana är en enhjärtbladig växtart som beskrevs av Rosemary Margaret Smith. Alpinia ludwigiana ingår i släktet Alpinia och familjen Zingiberaceae.
Artens utbredningsområde är Java. Inga underarter finns listade i Catalogue of Life.